# Терехово (Шатурский район)
Терехово — деревня в Шатурском муниципальном районе Московской области. Входит в состав Дмитровского сельского поселения. Население — 23 чел. (2013).

## Расположение
Деревня Терехово расположена в юго-западной части Шатурского района, расстояние до МКАД порядка 133 км. Высота над уровнем моря 136 м.

## Название
В письменных источниках деревня упоминается как Ягнышово, Терихово и Терехово.

## История
Впервые упоминается в писцовой Владимирской книге В. Кропоткина 1637—1648 гг. как деревня Терехово, Ягнышово тож Колушской кромины волости Муромское сельцо Владимирского уезда Замосковного края Московского царства. Деревня принадлежала князю Михаилу Ивановичу Мещерскому.
Последней владелицей деревни перед отменой крепостного права была Елена Александровна Александрова.
После отмены крепостного права деревня вошла в состав Середниковской волости.
В советское время деревня входила в Середниковский сельсовет.

## Население
| 1858 | 1859 | 1868 | 1885 | 1905 | 1926 |
| ---- | ---- | ---- | ---- | ---- | ---- |
| 201  | →201 | ↘198 | ↗209 | ↗240 | ↘208 |
| 1993 | 2002 | 2006 | 2010 | 2011 | 2013 |
| ↘25  | ↘23  | ↘17  | ↘14  | ↗26  | ↘23  |